# Communauté de communes Salanque Méditerranée
Die Communauté de communes Salanque Méditerranée ist ein ehemaliger französischer Gemeindeverband mit der Rechtsform einer Communauté de communes in den Départements Pyrénées-Orientales und Aude der Region Okzitanien. Sie wurde am 23. Dezember 1996 gegründet und umfasste vier Gemeinden. Der Verwaltungssitz befand sich im Ort Claira. Die Besonderheit lag in der Département-übergreifenden Strukturierung der Gemeinden.

## Historische Entwicklung
Mit Wirkung vom 1. Januar 2017 fusionierte der Gemeindeverband mit der Communauté de communes des Corbières und bildete so die Nachfolgeorganisation Communauté de communes Corbières Salanque Méditerranée.

## Ehemalige Mitgliedsgemeinden

### Département Pyrénées-Orientales
1. Claira
2. Pia
3. Salses-le-Château

### Département Aude
1. Fitou